# Liste der Naturdenkmäler in Prad am Stilfserjoch
Die Liste der Naturdenkmäler in Prad am Stilfserjoch (italienisch Prato allo Stelvio) enthält die zwei als Naturdenkmal ausgewiesene Objekte auf dem Gebiet der Gemeinde Prad am Stilfserjoch in Südtirol.
Basis ist das im Internet einsehbare offizielle Verzeichnis der Naturdenkmäler in Südtirol (Stand: 23. Januar 2015). Dabei kann es sich um botanische, geologische oder hydrologische Naturdenkmäler handeln. Die Reihenfolge in dieser Liste orientiert sich an der ID, alternativ ist sie auch nach dem Namen sortierbar.

## Liste
| Foto |                 | Name                                            | Standort                     | Beschreibung                                                 |
| ---- | --------------- | ----------------------------------------------- | ---------------------------- | ------------------------------------------------------------ |
| BW   | Datei hochladen | Schilfwiese Gulmoos bei Lichtenberg ID: 068_G01 | 46° 38′ 35″ N, 10° 34′ 14″ O | Hydrologisches Naturdenkmal: Schilfröhricht                  |
| BW   | Datei hochladen | Feuchtgebiet bei Agums ID: 068_G02              | 46° 37′ 48″ N, 10° 34′ 47″ O | Hydrologisches Naturdenkmal: Wasserfläche mit Schilfröhricht |

| Foto: | Fotografie des Naturdenkmals. Klicken des Fotos erzeugt eine vergrößerte Ansicht. Daneben finden sich zwei Symbole: |
| ID    | Identifikator bei der Abteilung Natur, Landschaft und Raumentwicklung der Südtiroler Landesverwaltung               |